# ديوغو ماتوس
ديوغو ماتوس هو لاعب كرة قدم برتغالي في مركز الوسط، ولد في 15 نوفمبر 1975 في لشبونة في البرتغال. شارك مع منتخب البرتغال تحت 20 سنة لكرة القدم. أما مع النوادي، فقد لعب مع ألفيركا وسبورتينغ لشبونة ونادي أكاديميكا كويمبرا ونادي لاس بالماس.

## وصلات خارجية
- ديوغو ماتوس على موقع الاتحاد الدولي (مؤرشف)  (الإنجليزية)
- ديوغو ماتوس على موقع قاعدة بيانات كرة القدم.إي يو (الإنجليزية)
- ديوغو ماتوس على موقع عالم كرة القدم.نت (الإنجليزية)